# Berliner Straße (métro de Berlin)
Pour les articles homonymes, voir Berliner Straße.
Berliner Straße  est une station des lignes 7 et 9 du métro de Berlin, dans le quartier de Wilmersdorf.

## Histoire
Au croisement de la Berliner Straße et de la Bundesallee, la station ouvre le 29 janvier 1971.
Les deux lignes qu'elle dessert se croisent à un niveau différent, les plates-formes sont perpendiculaires. Comme la ligne 9 longe Bundesallee par un tunnel, on ne pouvait pas bâtir un quai central. On a donc fait deux quais latéraux qui desservent d'un côté la ligne 7 et de l'autre la surface.
La station est conçue par Rainer G. Rümmler qui dispose du carrelage rouge sur les deux niveaux. Lors de la rénovation complète de la station en 1999, le carrelage est remplacé par de l'émail de la même couleur.

## Correspondances
La station de métro est en correspondance avec la ligne d'omnibus 104.